# Entre chiens et loups (film, 2008)
Pour les articles homonymes, voir Entre chien et loup.
Pour plus de détails, voir Fiche technique et Distribution.
Entre chiens et loups est un film français réalisé par Jean-Gabriel Périot et sorti en 2008.

## Fiche technique
- Titre : Entre chiens et loups
- Réalisation : Jean-Gabriel Périot
- Scénario : Jean-Gabriel Périot
- Photographie :  Denis Gravouil
- Costumes : Julia Bourlier
- Décors : Ludovic Lecouteux
- Son : Raphaël Naquet
- Montage son : Xavier Thibault
- Montage : Jean-Gabriel Périot
- Musique : Boogers
- Production : Envie de tempête Productions
- Pays de  production :  France
- Durée : 30 minutes
- Date de sortie : France - 26 avril 2008[1]

## Distribution
- Simon Morant
- Adèle Linard
- Laurianne Baudouin
- Serpentine Teyssier

## Distinctions

### Sélections
- Festival international du film de Rotterdam 2009[2]
- Festival international du cinéma indépendant IndieLisboa de Lisbonne 2016

### Récompenses
- Mention ours de bronze au Festival des Nations d'Ebensee 2008[3]
- Prix du jury au Festival du cinéma de Brive 2008[4]